# Традиција
Традиција или предање је скуп материјалних, техничких и духовних знања и достигнућа, вредности и образаца понашања. Одржава се усменим преношењем на којем почива континуитет и идентитет једне културе.

## Дефиниција
Реч традиција потиче од латинске traditio преко француског, именица од глагола tradere (пренети, предати, дати на чување); првобитно је кориштена у римском праву да се односи на концепт правних трансфера и наслеђа. Према Ентони Гиденсу и другима, модерно значење традиције еволуирало је током периода просветитељства, у супротности са модерношћу и напретком.
Као и код многих других генеричких појмова, постоје многе дефиниције традиције. Концепт укључује низ међусобно повезаних идеја. Њихово обједињавање је да се традиција односи на уверења, објекте или обичаје изведене или упражњаване у прошлости, пореклом из ње, преносећи се кроз време предавањем са једне генерације на следећу, и који се одржавају у садашњости.
Традиција се такође може односити на веровања или обичаје који су праисторијски, са изгубљеним или тајанственим пореклом, који постоје од памтивека. Првобитно, традиција се преносила усмено, без потребе за системом писања. Алати кориштени у овом процесу укључују поетске технике као што су рима и алитерација. Тако сачуване приче називају се и предањем, или делом усменог предања. Међутим, претпоставља се да су чак и такве традиције настале (да су их „измислили“ људи) у неком тренутку. За традиције се често претпоставља да су древне, непроменљиве и дубоко важне, иако понекад могу бити много мање „природне“ него што се претпоставља. Претпоставља се да су потребна најмање два преношења у три генерације да би се пракса, веровање или предмет сматрали традиционалним. Неке традиције су намерно измишљене из овог или оног разлога, често да би се истакла или побољшала важност одређене институције. Традиције се такође могу прилагодити потребама дана, а промене могу постати прихваћене као део древне традиције. Традиција се споро мења, а промене из генерације у генерацију сматрају се значајним. Дакле, они који спроводе традицију неће бити свесни промене, па чак и ако традиција претрпи велике промене током многих генерација, биће виђена као непромењена.
Постоје различита наслеђа и поља традиције; она се могу односити на:
1. облике уметничког наслеђа одређене културе.[14]
2. веровања или обичаји које успостављају и одржавају друштва и владе, као што су националне химне и државни празници, као што су савезни празници у Сједињеним Државама.[9][10]
3. веровања или обичаји које одржавају верске деноминације и црквена тела која деле историју, обичаје, културу и, у извесној мери, скуп учења.[3][15] На пример, може се говорити о традицији ислама или о традицији хришћанства.

Многи предмети, веровања и обичаји могу бити традиционални. Ритуали друштвене интеракције могу бити традиционални, са фразама и гестовима као што су изговарање „хвала“, слање најава рођења, честитки, итд. Традиција се такође може односити на веће концепте које практикују групе (породичне традиције на Божић), организације (пикник компаније) или друштва, као што је пракса државних и државних празника.] Неке од најстаријих традиција укључују монотеизам (три миленијума) и грађанство (два миленијума). Такође може укључивати материјалне објекте, као што су зграде, уметничка дела или алати.
Традиција се често користи као придев, у контекстима као што су традиционална музика, традиционална медицина, традиционалне вредности и други. У таквим конструкцијама традиција се односи на специфичне вредности и материјале специфичне за контекст о коме се расправља, преношене кроз генерације.

## Инвенција традиције
Термин „изум традиције“, који је увео Е. Џ. Хобсбавм, односи се на ситуације када се нова пракса или предмет уводи на начин који имплицира везу са прошлошћу која није нужно присутна. На пример, Панхеленске игре су биле традиција у старој Грчкој где су се могли такмичити само Грци из Грчке и грчких колонија. Традиција се може намерно стварати и објављивати у личним, комерцијалним, политичким или националним интересима, као што је то учињено у колонијалној Африци; или се може брзо усвојити на основу једног догађаја који је веома публикован, уместо да се развија и шири органски у популацији, као у случају беле венчанице, која је постала популарна тек након што је краљица Викторија носила белу хаљину на свом венчању са Албертом од Сакс-Кобурга.
Пример проналаска традиције је реконструкција Вестминстерске палате (локација британског парламента) у готичком стилу. Слично томе, већина традиција повезаних са монархијом Уједињеног Краљевства, која се сматра дубоко укорењеном у историји, заправо датира из 19. века. Други примери укључују проналазак традиције у Африци и другим колонијалним поседима од стране окупационих снага. Захтевајући легитимитет, колонијална сила би често измислила „традицију“ коју би могла да искористи да легитимише сопствену позицију. На пример, колонијална сила би могла признати одређено наслеђивање поглавара као традиционално да би фаворизовала сопствене кандидате за тај посао. Често су ови изуми били засновани на неком облику традиције, али су били преувеличани, искривљени или пристрасни према одређеној интерпретацији.
Измишљене традиције су централна компонента модерних националних култура, обезбеђујући заједничко искуство и промовишући јединствени национални идентитет који заступа национализам. Уобичајени примери укључују државне празнике (посебно оне који су јединствени за одређену нацију), певање државних химни и традиционалну националну кухињу (види национално јело). Заједнице исељеника и имиграната могу наставити да практикују националну традицију своје матичне нације.